# Eochocán mac Áeda
Eochocán mac Áeda (zm. 883 r.) – król Ulaidu (Ulsteru) razem z bratem Airemónem z dynastii Dál Fiatach od 882 r. do swej śmierci, syn Áeda (zm. 839 r.), syna Eochaida VI mac Fíachnai (zm. 810 r.), króla Ulaidu.
W 839 r. ojciec Áed mac Eochada brał udział ze swymi krewnymi w mordzie na swym bracie i królu Ulaidu, Muiredachu III mac Eochada. Został pomszczony przez bratanka a syna zamordowanego, Matudána mac Muiredaig. Tenże po tym wydarzeniu stał się królem Ulaidu. Potomkowie Áeda musieli długo czekać na objęcie władzy w Ulaidzie. W 873 r. Ainbíth, brat Eochocána, objął tron po sędziwym Lethlobarze mac Loingsig z Dál nAraidi.   
W 882 r. doszło do potyczki między Ulaidem a Conailli Muirthemne, w której polegli król Anbíth, Conallán mac Máele Dúin, król Cuib (Uí Echach Cobo) oraz inni panowie z wielkich rodów. Po śmierci Anbítha tron Ulaidu przeszedł na dwóch braci, Eochocána i Airemóna, którzy odtąd wspólnie rządzili. Jednak Eochocán niezbyt długo się cieszył władzą. Bowiem w 883 r. został zamordowany przez swych bratanków, synów Ainbítha. Od tego czasu brat Airemón posiadł całą władzę nad Ulaidem.
Jego żoną była Inderb ingen Máel Dúin z Cenél nEógain, córka Máel Dúina III mac Áeda (zm. ok. 855 r.), króla Ailechu. Miał pięciu synów: Muiredacha III mac Eochocáin i Áeda III mac Eochocáin, Amalgaida, Gairbitha oraz Loingsecha. Dwaj pierwsi byli królami Ulaidu.